# Paracles tegulata
Paracles tegulata är en fjärilsart som beskrevs av Butler 1882. Paracles tegulata ingår i släktet Paracles och familjen björnspinnare. Inga underarter finns listade i Catalogue of Life.